# Бней-Даром
Бней-Даром (ивр. בני דרום‎) — кооперативный мошав, расположенный в центральной части Израиля. Административно относится к региональному совету Хевель-Явне. Штаб-квартира движения «Ха-поэль ха-мизрахи», расположенная недалеко от Ашдода.

## История
Ядро поселенцев, создавшее поселение, было основано в декабре 1948 года из союза двух ядер поселенцев: членов ядра «Нетивот Кфар-Даром», которые были вынуждены покинуть свое первоначальное место проживания — Кфар-Даром, и членов ядра движения «Ха-поэль ха-мизрахи», репатриировавшихся из Северной Америки и Южной Африки. Общее ядро было обучено в кибуце Квуцат-Явне. Изначально планировалось, что начало строительство мошава начнется в феврале 1949 года. Однако заявка на приобретение земли была отклонена.

## Население
По данным Центрального статистического бюро Израиля, население на начало 2020 года составляло 903 человека.